# ATV-001 Jules Verne
L'ATV-001 è stata la prima missione spaziale compiuta da un Automated Transfer Vehicle dell'ESA.
La navicella cargo è partita il 9 marzo 2008 alle ore 04:03 UTC, diretta verso la Stazione spaziale internazionale (ISS) con propellente, acqua, aria e con altri rifornimenti.
Dopo essere rimasta agganciata per sei mesi alla ISS tramite il modulo russo Zvezda, la navicella ha effettuato l'undocking il 5 settembre e, come programmato, si è disintegrata in atmosfera sopra l'Oceano Pacifico il 29 settembre.

## Nome
Il primo ATV è stato chiamato "Jules Verne", in onore al famoso scrittore francese del XIX secolo. 
"Chiamando il primo ATV Jules Verne per i suoi scritti visionari, e con l'innovativo design del veicolo che apre le porte a futuri e straordinari viaggi europei nello spazio, vogliamo rendere omaggio alle sue opere ispiratrici portando a bordo di questa fantastica navetta degli appunti selezionati dai suoi quaderni originali", ha spiegato Jean-François Clervoy, Senior Advisor Astronaut.
Per commemorare le opere dello scrittore sono stati inclusi nel carico della navetta due manoscritti originali. In uno di essi, datato tra il 1890 e il 1899, sono elencate alcune distanze astronomiche e il tempo impiegato per coprirle a piedi, in treno e alla velocità della luce. Sul secondo documento è disegnata una mappa celeste che illustra le costellazioni dell'Aquila, di Orione, di Pegaso e della Vergine.

## Missione

### Scopi
Gli scopi primari della missione erano:
- dimostrare le capacità e l'operatività della navetta, tra cui le tecniche di avvicinamento e di docking automatico alla stazione spaziale
- rifornire la stazione spaziale internazionale
- eseguire le manovre di innalzamento dell'orbita della stazione, per il controllo del suo assetto e, se necessario, per evitare detriti orbitali. La stazione viene rallentata costantemente dall'attrito con l'atmosfera terrestre. I suoi strati superiori, seppur molto rarefatti, causano un decadimento dell'orbita che deve essere periodicamente compensato da manovre orbitali. Queste, chiamate Reboost Maneuvre, possono essere effettuate tramite i propulsori stessi della stazione oppure dai propulsori delle navette attraccate ad essa. I detriti orbitali sono monitorati costantemente per rilevare possibili traiettorie di collisione con la stazione. In questo caso, la stazione modifica la sua orbita per evitarli con una manovra chiamata Debris Avoidance Manoeuvre (DAM). Anche in questo caso possono essere utilizzati i propulsori della stazione oppure quelli di una navetta.
- essere utilizzata come deposito per i rifiuti e i materiali non più utili. Il carico di rifiuti era distrutto assieme alla navetta durante il rientro atmosferico a fine missione.

### Carico della missione
Il carico utile trasportato dall'ATV era suddiviso in Dry Cargo e Fluid Cargo (o Wet Cargo). Il Dry cargo comprendeva l'equipaggiamento e i materiali per gli esperimenti scientifici, i componenti, le parti di ricambio, il cibo e i vestiti, e veniva alloggiato nel vano pressurizzato dell'Integrated Cargo Carrier (ICC). Il Wet Cargo era costituito da diversi fluidi di rifornimento: acqua potabile, gas (ossigeno, azoto o aria), e propellente. I contenitori erano posti nella parte non pressurizzata dell'ICC. Il propellente veniva in parte trasferito ai serbatoi della stazione spaziale ed in parte utilizzato dalla navetta per le manovre di innalzamento dell'orbita, per il controllo dell'assetto e se necessario, per la manovra tesa ad evitare detriti orbitali. 
Il carico dell'ATV-1 era costituito da:
| Tipo                                           | Massa (kg) |
| ---------------------------------------------- | ---------- |
| Wet Cargo                                      |            |
| Propellente per il rifornimento della stazione | 860        |
| Acqua potabile                                 | 280        |
| Gas                                            | 100        |
| Propellente per le manovre di reboost          | 2010       |
| Dry Cargo                                      |            |
| Rifornimenti                                   | 1610       |
| Totale carico netto                            | 4860       |
| Massa totale                                   | 19600      |

### Pre-lancio
L'ATV ha iniziato il suo viaggio dal centro ESTEC a Noordwijk verso lo spazioporto di Kourou il 13 luglio 2007. La navetta con tutto l'equipaggiamento di supporto è stata trasportata via terra, attraverso 50 container del peso complessivo di 400 tonnellate, al porto di Rotterdam dove è stata imbarcata sulla MN Toucan. La nave, utilizzata da Arianespace anche per il trasporto dei componenti del lanciatore Ariane alla Guyana francese, è giunta al porto di Paracabo, a Kourou dopo circa undici giorni di navigazione. I container sono stati quindi portati via terra verso il centro spaziale europeo, dove la navetta è stata riassemblata e sono stati condotti i vari test. 
L'ATV è stato installato nel vano di carico dell'Ariane 5 il 27 febbraio 2008. Il lanciatore e la navetta sono stati posizionati il 7 marzo sulla piattaforma di lancio ELA-3.

### Cronologia

#### 9 marzo (lancio)
Jules Verne è stato lanciato verso l'orbita terrestre bassa (LEO) attraverso il razzo vettore europeo, Ariane 5 opportunamente modificato per ospitare l'ATV con una versione ES; il lancio è avvenuto il 9 marzo 2008 UTC dalla piattaforma di lancio ELA-3 del Centre Spatial Guyanais a Kourou nella Guiana francese.
La missione (volo V-181) è stata non solo la prima a trasportare un ATV, ma anche il volo inaugurale dell'Ariane 5 ES e il primo destinato alla stazione spaziale internazionale. La versione ES (Evolution Storable) permette una capacità di carico maggiore rispetto alle precedenti e possiede un secondo stadio, chiamato Étage à Propergols Stockables (EPS) con un propulsore che può essere acceso più volte. Durante la prima fase di volo, della durata di due minuti, il lanciatore ha utilizzato il propulsore del primo stadio e i due razzi ausiliari. Dopo il distacco di questi ultimi, l'Ariane 5 ha proseguito con il propulsore del primo stadio per altri sette minuti. Lo stadio superiore si è quindi sganciato dal primo stadio ed ha attivato il suo propulsore per otto minuti, raggiungendo un'orbita intermedia con un perigeo di 130 km e un apogeo di 260 km. Dopo lo spegnimento del propulsore la traiettoria è proseguita in volo libero per 45 minuti. Una seconda accensione di 30 secondi ha reso circolare l'orbita del lanciatore ad un'altezza di 260 km. Dopo il distacco dall'ATV, ad un'ora e sette minuti dal lancio, il secondo stadio si è acceso per un'ultima volta, ponendosi in una traiettoria di rientro atmosferico e quindi distruggendosi sopra un'area specifica dell'oceano Pacifico.

#### 14 marzo
Nei giorni precedenti l'ATV ha condotto diversi test dei sistemi, tra cui il controllo di assetto, le manovre orbitali e la navigazione GPS. Durante la giornata del 14 marzo è stata verificata la capacità dell'ATV di eseguire la Collision Avoidance Manoeuvre (CAM), una manovra di emergenza che porta la navetta in una posizione di sicurezza in caso di problemi durante le fasi finali di avvicinamento alla stazione. La manovra CAM veniva attivata attraverso un computer indipendente a bordo dell'ATV e utilizzava propulsori e sistemi dedicati.

#### 19 marzo
Dopo 10 giorni in orbita, l'ATV si è posizionato a 2000 km di distanza dalla stazione spaziale in attesa del termine della missione Shuttle STS-123.

#### 27 marzo
Una volta che lo Shuttle ha effettuato l'undocking dalla stazione ed è atterrato, la navetta ha lasciato la sua posizione di parcheggio a 2000 km di distanza avvicinandosi al punto S-1/2, situato a circa 39 km di distanza dalla stazione e 5 km sotto ad essa. I punti "S" sono chiamati "Station keeping points", e sono punti di stazionamento dove la navetta si ferma per eseguire dei controlli. 

#### 29 marzo
Il 29 marzo è stato il primo giorno di manovre di prova, per verificare le capacità di navigazione. La navetta, giunta nel punto S-1/2 (39 km di distanza e 5 km sotto), ha attivato la navigazione GPS relativa. In questa tecnica sia la navetta che la stazione spaziale determinano la loro posizione tramite il GPS, e si scambiano questi dati per calcolare la loro posizione relativa. L'ATV si è spostato fino al punto S2 (3,5 km di distanza e 100 metri sopra) usando questo sistema di navigazione. Nel punto S2 è stato attivato il sistema radar Kurs della stazione, e l'equipaggio ha provato la corretta ricezione da parte della navetta dei comandi HOLD e RETREAT. Il comando HOLD arrestava l'avanzamento della navetta, mentre il comando RETREAT la faceva allontanare. Successivamente è stato provato il comando ESCAPE, simile alla manovra CAM, che porta la navetta in una posizione di sicurezza. La manovra CAM viene invece attivata automaticamente dal sistema di bordo chiamato Monitoring & Safing Unit (MSU), che verifica con sensori e computer dedicati l'avvicinamento. Successivamente la navetta è stata riportata al punto S-1/2. Tutti i dati raccolti sono stati analizzati dal team Jules Verne ATV Demonstration Objectives Report (JADORE), che ha autorizzato la seconda giornata di test.

#### 31 marzo

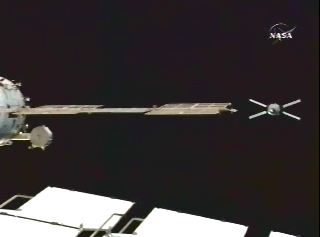
ATV durante il secondo giorno di test

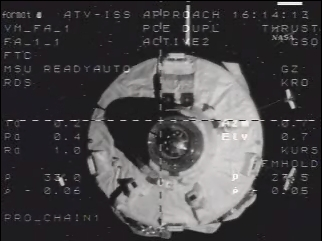
ATV ripreso dal modulo Zvezda nel secondo giorno di test

Nel secondo giorno di test sono stati provati i comandi di manovra in prossimità della stazione, verificando i sistemi di navigazione ottici. L'ATV è stato portato dal punto S-1/2 fino al punto S2, dove è stato attivato il sistema radar russo Kurs, e l'avvicinamento è proseguito fino ad una distanza di 500 m. In seguito la navetta ha raggiunto il punto S3 (249 m di distanza, stessa orbita) dove sono stati accesi il videometro e il telegoniometro, strumenti che utilizzano impulsi laser per calcolare la distanza e l'orientamento rispetto alla stazione. Questi strumenti hanno guidato la navetta fino ai punti S4 (19 metri di distanza, stessa orbita) e S41 (11 metri di distanza, stessa orbita). Nella posizione S41 è stato inviato il comando RETREAT che ha riportato automaticamente l'ATV al punto S4. Successivamente è stato inviato il comando ESCAPE, che ha allontanato la navetta in una posizione sicura. Queste manovre hanno dimostrato la capacità dell'ATV di navigare in modo autonomo raggiungendo una distanza di 11 m dalla stazione. Al termine della giornata la navetta è stata riportata nel punto S-1/2.

#### 3 aprile
Il 2 aprile è giunta l'autorizzazione al docking da parte dell'International Space Station Mission Management Team (IMMT), che aveva valutato positivamente le capacità dell'ATV.
Il 3 aprile la navetta è stata avvicinata alla stazione facendola passare per i punti S0 (30 km dietro e 5 km sotto alla stazione) e S1 (15,5 km dietro e 5 km sotto alla stazione) fino al punto S2. Successivamente sono state ripetute le operazioni provate in precedenza: è stato attivato il sistema di navigazione GPS relativa che ha guidato la navetta fino al punto S3, dove sono stati attivati il videometro e il telegoniometro e la navetta ha rallentato da una velocità di 40 cm/s fino a 7 cm/s. Giunta al punto S41 (11 m dietro alla stazione), è iniziato l'avvicinamento finale. Alle 16:45 CEST l'ATV ha attraccato al portello del modulo Zvezda e alle 16:52 CEST si è conclusa la fase di docking. La fase di avvicinamento e di docking alla stazione è durata complessivamente 4 ore. 

#### 4 aprile
Gli astronauti della stazione spaziale hanno aperto i portelli alle 10:15 UTC. Successivamente è stato attivato un sistema per la pulizia dell'aria, per eliminare dall'ambiente interno dell'ATV eventuali particelle fluttuanti. Gli astronauti hanno iniziato a scaricare i rifornimenti dal vano pressurizzato della navetta. 

#### 25 aprile
L'ATV è stato utilizzato per la prima volta per l'innalzamento dell'orbita della stazione spaziale. Due dei quattro propulsori della navetta sono stati accesi per 740 secondi, aumentando la velocità della stazione di 2,65 m/s, che ha comportato un aumento dell'orbita della stazione di 4,5 km.

#### 18 giugno
L'ATV ha rifornito per la prima volta i serbatoi della stazione spaziale presenti nel segmento russo. I tubi per il propellente scorrono all'esterno del vano pressurizzato dell'ATV per collegarsi a quelli della stazione tramite il meccanismo di docking. Sono stati trasferiti 280 kg di dimetilidrazina asimmetrica (UDMH) e 530 kg di tetrossido di diazoto. L'operazione, attivata dal centro di controllo di Mosca, si è svolta in modo automatico e ha richiesto circa mezz'ora.

#### 20 giugno
La seconda manovra di innalzamento dell'orbita della stazione è iniziata alle 08:42 CEST del 20 giugno. Due dei quattro propulsori sono stati accesi per 20 minuti, aumentando la velocità della stazione di 4,05 m/s, che ha causato un aumento dell'orbita di 7 km. La manovra ha richiesto circa 400 kg di propellente.

#### 28 agosto
Il 28 agosto è stata effettuata tramite l'ATV una manovra per evitare un detrito spaziale, un frammento di un vecchio satellite. La manovra, detta retrograda, ha utilizzato i propulsori della navetta per rallentare la stazione, facendole perdere altezza. La stazione è stata ruotata di 180 gradi in modo da portare i propulsori dell'ATV sulla fronte della stazione, nel senso del moto. I propulsori sono stati attivati per 5 minuti. Al termine dell'operazione, la stazione è stata nuovamente ruotata di 180 gradi.

#### 2 settembre
Gli astronauti a bordo della stazione spaziale hanno terminato il trasferimento dei rifornimenti dall'ATV alla stazione e hanno riempito la navetta con 816 kg di rifiuti e 264 kg di liquidi di scarto.

### Rientro

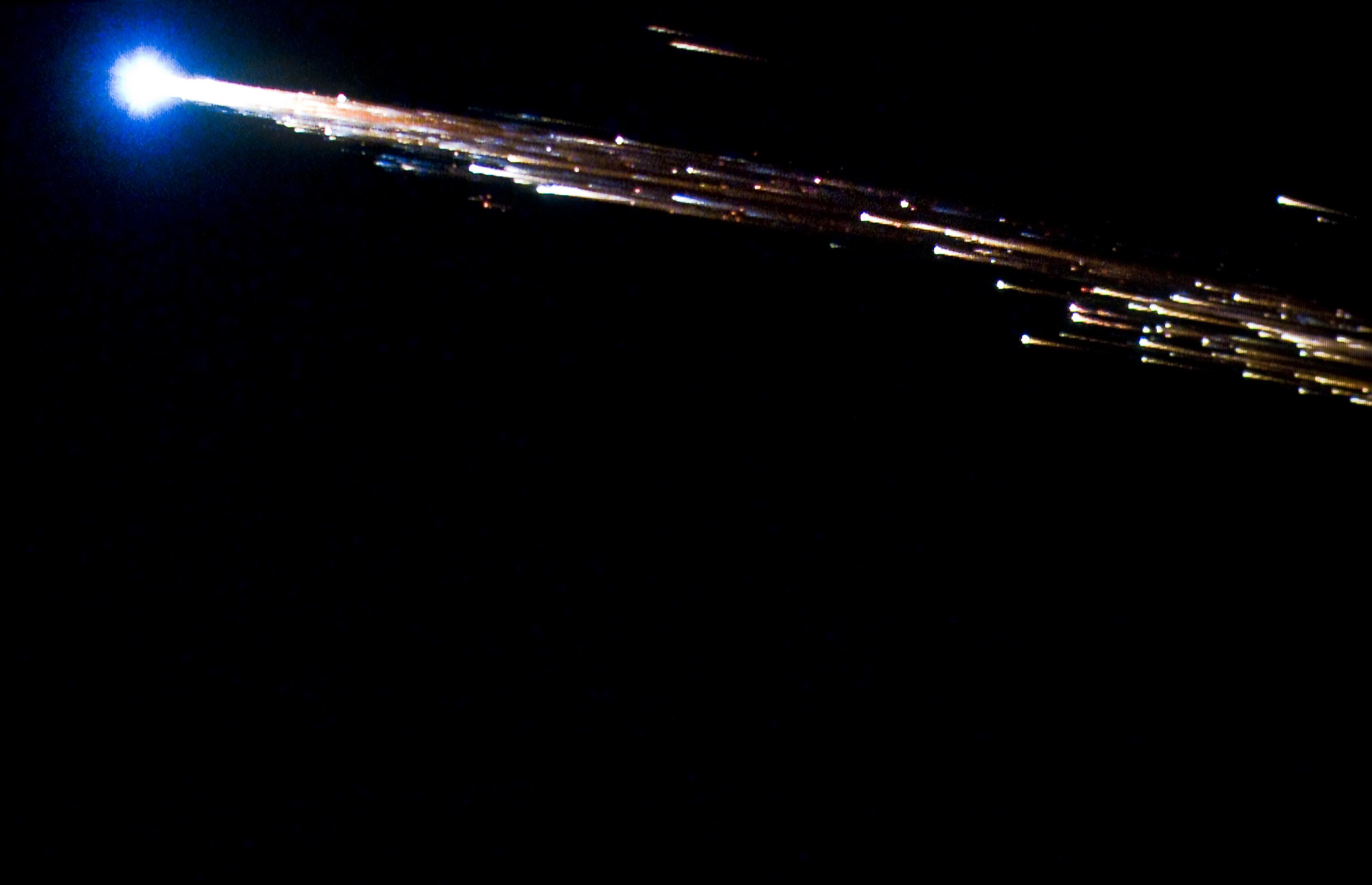
L'ATV-1 rientra nell'atmosfera a sudovest di Tahiti

Il 5 settembre alle 23:29 CET l'ATV ha effettuato l'undocking dalla stazione. Durante un periodo di 23 giorni l'ATV si è allontanato progressivamente, portandosi ad un punto predefinito a 1725 km dalla stazione e 20-25 km sotto di essa. L'ultima manovra per uscire dall'orbita è avvenuta il 29 settembre alle 14:58 CET, che ha rallentato la velocità della navetta per farla entrare nell'atmosfera terrestre. Alle 15:31 CET ha iniziato il rientro, ad una altezza di 120 km. 
Il rientro, con la conseguente distruzione della navetta, è stato pianificato perché potesse essere osservato sia dalla stazione che da due aerei in volo nei pressi della traiettoria di rientro, il DC-8 Airborne Laboratory della NASA e un Gulfstream V dell'azienda H211 LLC. I dati raccolti durante la fase di rientro sono stati analizzati per determinare se la distruzione dell'ATV corrispondeva con i modelli elaborati dai computer.